# Jan Kiesser
Jan Kiesser est un directeur de la photographie canadien.

## Filmographie
- 1983 : Return Engagement
- 1984 : Au cœur de l'enfer (Purple Hearts)
- 1984 : Choose Me
- 1984 : The River Rat
- 1985 : Vampire, vous avez dit vampire ? (Fright Night)
- 1986 : The Check Is in the Mail...
- 1987 : L'Amour à l'envers (Some Kind of Wonderful)
- 1987 : Made in Heaven
- 1988 : Retour à la vie (Clean and Sober)
- 1989 : Mon père (Dad)
- 1991 : Un privé en escarpins (V.I. Warshawski)
- 1994 : Mrs Parker et le Cercle vicieux (Mrs. Parker and the Vicious Circle)
- 1995 : Georgia
- 1995 : L'Homme au pistolet (Man with a Gun)
- 1996 : Pleine lune (Bad Moon)
- 1997 : The People
- 1998 : Such a Long Journey
- 2000 : Bruno
- 2000 : Trixie
- 2000 : Docteur T et les Femmes (Dr T and the Women)
- 2001 : De drôles d'oiseaux (Rare Birds)
- 2002 : Now and Forever
- 2005 : Reefer Madness (Reefer Madness: The Movie Musical)
- 2005 : Beowulf, la légende viking
- 2006 : Fido
- 2007 : Smile
- 2008 : The Box Collector
- 2008 : Conversation with the Supplicant
- 2009 : Pop Switch